# رد اسپرینگز (کارولینای شمالی)
رد اسپرینگز (به انگلیسی: Red Springs) شهری در ایالت کارولینای شمالی کشور ایالات متحده آمریکا است که جمعیت آن در سرشماری سال ۲۰۱۰ میلادی، ۳٬۴۲۸ نفر بوده‌است.